# .cf
.cf е интернет домейн от първо ниво за Централноафриканска република. Администрира се от Централно африканското общество за телекомуникации. Представен е през 1996 г.